# イーディス・ユーイング・ブーヴィエ・ビール

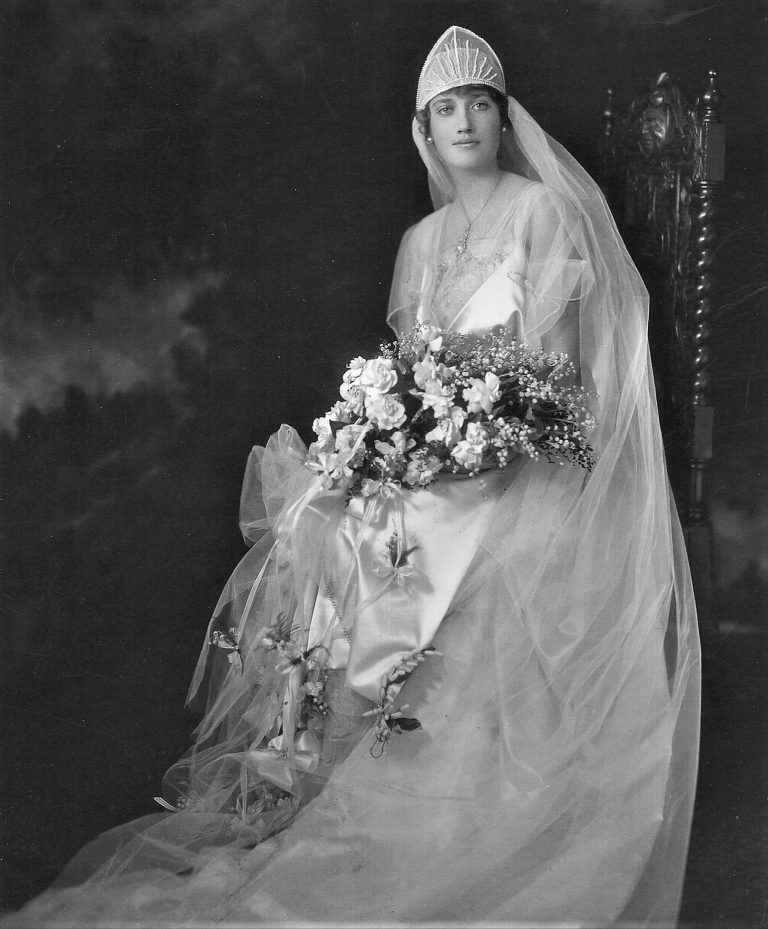
ビッグ・イディ、1917年の婚礼写真

イーディス・ユーイング・ブーヴィエ・ビール（Edith Ewing Bouvier Beale, 1895年10月5日 ナットリー - 1977年2月5日 サウサンプトン）は、アメリカ合衆国のソーシャライト・歌手。その隠遁生活と奇抜な生き方が世間の注目を集めた。ジャクリーン・ケネディ・オナシスの叔母であり、「ビッグ・イディ（Big Edie）」の通称で知られた。1975年のドキュメンタリー映画『グレイ・ガーデンズ』は、彼女と娘のイーディス・ブーヴィエ・ビールとの関係性及び母娘の暮らしぶりに焦点を当てた作品である。

## 生涯
弁護士・投資家のジョン・ヴェルヌー・ブーヴィエ・ジュニアと妻モード・フランシス・サージェントの間の第3子・長女。初め歌手を目指したものの成功せず、1917年父の法律事務所に勤務する弁護士・投資家のフィーラン・ビールと結婚。マンハッタンのセント・パトリック大聖堂で豪華なカトリック式の婚礼を行った。夫婦はマディソン・アベニュー987番地（現在はカーライル・ホテルの敷地内となっている）に居を構え、3人の子をもうけた。長女「リトル・イディ」ことイーディス・ブーヴィエ・ビール（1917年 - 2002年）、長男フィーラン・ビール・ジュニア（1920年 - 1993年）、次男ブーヴィエ・ビール（1922年 - 1994年）である。
1923年、フィーラン・ビールは大西洋潟岸の最高級住宅地の1つイースト・ハンプトンに隣接する潟ジョージカ・ポンドに建つ豪邸グレイ・ガーデンズを購入した。ビール夫妻は1931年に別居し、イーディスがグレイ・ガーデンズに住み続けた。夫は彼女に子供の養育費を与えたが、別居手当を渡すことは一切なかった。イーディスは歌手としてのキャリアを追い求め続け、自分の邸宅や地域の催しでリサイタルを行った。1946年、フィーラン・ビールはメキシコから電報で離婚が成立したことをイーディスに通知した。1952年7月、長女イーディス（リトル・イディ）が5年間のマンハッタン生活に見切りを付けて母の家に戻り、グレイ・ガーデンズに常住することになった。

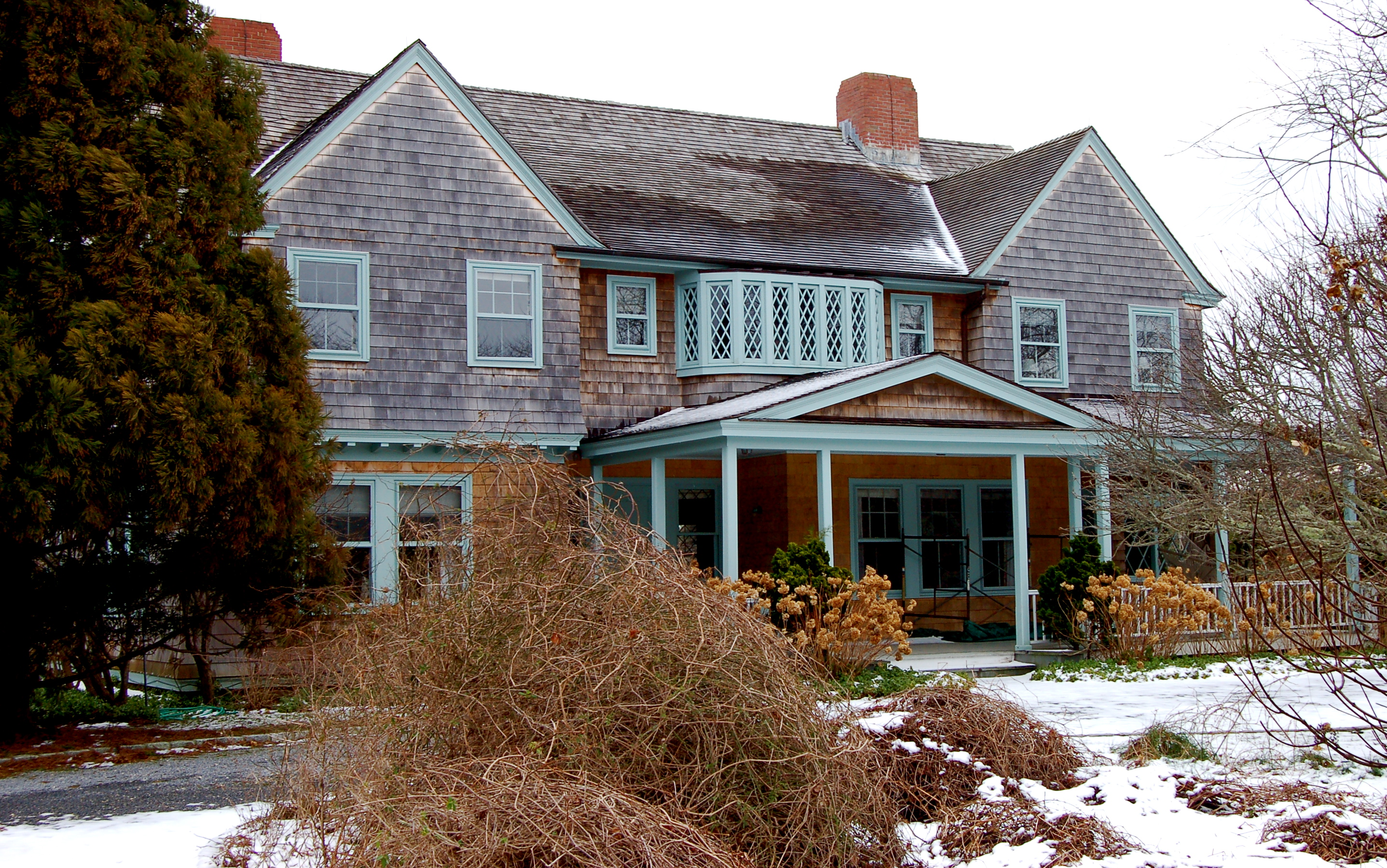
グレイ・ガーデンズ、2009年1月撮影

1971年10月、地元警察がグレイ・ガーデンズに踏み込み、邸宅が「ゴミの山と猫の（汚物の）放つ悪臭で充満しており、複数の地元条例違反となっている」ことを確認した。サフォーク郡保健所は、ビール母娘に対して家屋の危険な状態を改善できなければ強制的に立ち退かせる用意があることを通告した。この状況が公になると、ビール家は3万ドルを拠出してグレイ・ガーデンズを人が住める状態に整備し、ビール母娘に年金を与えることを決めた（母娘の信託財産はその数年前に尽きていた）。立ち退き命令に関する行政手続は取り消された。
イーディスの姪のリー・ラジヴィルは1972年ドキュメンタリー映画製作者のメイスルズ兄弟を雇い、ブーヴィエ家に関する映画製作に取り掛からせた。メイスルズ兄弟は一族の他のメンバーに関心を示さず、当初からビール母娘の日常ばかりを追うようになった。本来の映画製作プロジェクトは投げ出された形となり、ラジヴィルはメイスルズ兄弟の撮った母娘のビデオフィルムを取り上げた。
メイスルズ兄弟はビール母娘の風変りな日常に魅了された。出資金と撮影機材の調達が整うとグレイ・ガーデンズに舞い戻り、ビール母娘を映した70時間以上に及ぶ長尺のフィルム撮影を行った。その果実である1976年公開の映画『グレイ・ガーデンズ』は、ドキュメンタリージャンル映画の傑作の1つとして広く認知されることとなった。この映画を元に製作・上演された2006年のミュージカル『グレイ・ガーデンズ』では、リー・ラジヴィルと姉のジャクリーンは回想シーンでグレイ・ガーデンズを訪れる親戚の少女姉妹として登場する。ドキュメンタリーの描写にビール母娘の人生のその他のエピソードを加えて制作されたHBOのテレビ映画『グレイ・ガーデンズ 追憶の館』も2009年公開された。
イーディスは1977年2月5日、ニューヨーク州サウサンプトンのサウサンプトン病院で肺炎のため亡くなった。81歳だった。遺体はイースト・ハンプトンの至聖三位一体カトリック墓地（Most Holy Trinity Catholic Cemetery）内のブーヴィエ家の区画に埋葬された。イーディスの死期が近づいたとき、娘のリトル・イディが母親に何か言い残すことはないか尋ねると、イーディスは次のように答えたという、「何も言うことはないわ。映画で全て話したから（There's nothing more to say. It's all in the film.）
」。

## 引用
1. 1 2 3 4 5 6  Saxon, Wolfgang (1977年2月7日). “Edith Bouvier Beale, Recluse, Dead at 81. Aunt of Mrs. Onassis Was Subject of the Documentary Movie 'Grey Gardens' in 1973”. The New York Times 2008年10月11日閲覧. "Edith Bouvier Beale, who faded from high society to re-emerge among the seedy surroundings of a rundown Long Island mansion in the film 'Grey Gardens,' died Saturday at Southampton (L.I) Hospital at the age of 81. Grey Gardens was the home she shared with her daughter, Edith, on Apaquogue Road in East Hampton."
2. ↑  Nolasco, Stephanie (2018年9月11日). “Jackie Kennedy Onassis was 'horrified' of recluse aunt, cousin living in crumbling Grey Gardens, book claims”. Fox News. 2019年5月4日閲覧。
3. ↑  Brady, Tara. “That Summer: How the walls fell in on the Hamptons”. The Irish Times. 2019年5月4日閲覧。
4. ↑  Nicholson, Amy (2018年5月18日). “That Summer: the story behind the 'other' Grey Gardens documentary”. 2019年5月4日閲覧。
5. 1 2  Aylmer, Olivia. “A Rare Glimpse Inside Lee Radziwill's Once-in-a-Lifetime Summer at Grey Gardens”. Vanities. 2021年4月26日閲覧。
6. ↑  “A Return to Grey Gardens”. NYMag.com. 2019年10月16日閲覧。
7. ↑  Goodman, Walter (1976年2月22日). “'Grey Gardens': Cinéma Verité or Sideshow?”. 2021年4月26日閲覧。
8. ↑  Woodman, Sue (2002年2月9日). “Obituary: Edith Bouvier Beale” (英語). The Guardian. ISSN 0261-3077 2019年2月18日閲覧。
9. ↑  Rohter, Larry (2009年4月7日). “'Grey Gardens,' Back Story Included, on HBO With Drew Barrymore” (英語). The New York Times. ISSN 0362-4331 2019年2月18日閲覧。
10. ↑  Thames, Stephanie (2014年4月11日). “A Trip to Grey Gardens with Albert Maysles”. TCM Classic Film Festival Hollywood 2014. Turner Classic Movies.  オリジナルの2017年9月5日時点におけるアーカイブ。 2021年1月13日閲覧。